# Boguszyce Małe
Boguszyce Małe – wieś w Polsce położona w województwie łódzkim, w powiecie rawskim, w gminie Rawa Mazowiecka. Miejscowość wchodzi w skład sołectwa Boguszyce.
W latach 1975–1998 miejscowość administracyjnie należała do województwa skierniewickiego.
W miejscowości znajduje się schronisko dla bezdomnych zwierząt, prowadzone przez Fundację „Ostatnia Szansa” Bożeny Wahl.